# Section 44
Pour plus de détails, voir Fiche technique et Distribution.
Section 44 (titre original : A Midnight Clear) est un film de Noël américain réalisé par Keith Gordon, sorti en 1992.

## Synopsis
Pendant la Seconde Guerre mondiale, des GIs sont isolés dans une cabane des Ardennes alors que Noël approche.

## Fiche technique
- Titre : Section 44
- Titre original : A Midnight Clear
- Réalisation : Keith Gordon
- Scénario : Keith Gordon d'après le roman de William Wharton
- Photographie : Tom Richmond
- Montage : Don Brochu
- Musique : Mark Isham
- Producteurs : Bill Borden et Dale Pollock
- Producteur délégué : Marc Abraham
- Société de production : A&M Films, Beacon Communications et Beacon Pictures
- Société de distribution : InterStar Releasing (États-Unis)
- Pays :  États-Unis
- Genre : Drame et guerre
- Durée : 108 minutes
- Dates de sortie : 
  -  États-Unis : 24 avril 1992

## Distribution
- Peter Berg : Bud Miller
- Kevin Dillon : le caporal Mel Avakian
- Arye Gross : Stan Shutzer
- Ethan Hawke (VF : Jean-Pierre Michaël) : le sergent Will Knott
- Gary Sinise : Vance « Mother » Wilkins
- Frank Whaley : Paul « Father » Mundy
- John C. McGinley : le major Griffin
- Larry Joshua : le lieutenant Ware
- David Jensen : le sergent Hunt
- Curt Lowens : le vieux soldat allemand
- Rachel Griffin : Janice
- Timothy S. Shoemaker : Eddie
- Kelly Gately : le jeune soldat allemand

## Récompenses et distinctions
- Le film a été nommé pour le Film Independent's Spirit Award du meilleur scénario[1].